# Lori Alan
Lori Alan, niekiedy Lori Allen (właśc. Lori Alan Denniberg; ur. 18 lipca 1966 w Potomacu) – amerykańska aktorka filmowa i głosowa.
Najsłynniejszą rolą Lori Alan jest podłożenie głosu pod postać The Boss, w anglojęzycznej wersji gry Metal Gear Solid 3: Snake Eater z 2004 roku. Alan powtórnie wcieliła się w tę postać w Metal Gear Solid: Peace Walker wydanej w 2010 oraz  Metal Gear Solid V: The Phantom Pain wydanym w 2015 roku.

## Filmografia

### Filmy i seriale
- 2007/08 – Cory w Białym Domu – Pani Flowers
- 2005 – CSI: Kryminalne zagadki Las Vegas – Valerie Esposito
- 2003 – Przyjaciele – Sonya
- 1996 – Dotyk anioła – Rachel Carson
- 1995 – Ojciec panny młodej II – żona pana Habib
- 1995 – Chłopaki na bok – nastawiona dziewczyna
- 1990 – Prawo i porządek – Martha

### Filmy i seriale animowane
- 2010 – Toy Story 3 – Mama Bonnie
- 2009 – Klopsiki i inne zjawiska pogodowe – różne głosy
- 2008 – WALL·E – różne głosy
- 2006 – W.I.T.C.H. – Brenda
- 2005 – Mroczni i źli – Rosella / Dziewczyna
- 2004 – SpongeBob Kanciastoporty – Perła
- 2002 – Sabrina, nastoletnia czarownica – samochód Sabriny
- 1999 – Johnny Bravo – asystentka / robot Walla
- 1999 – Dzieciaki z klasy 402 – pielęgniarka Pitts
- 1999/2010 – Family Guy – Diane Simmons
- 1998 – Srebrny Surfer – Niewidzialna Kobieta
- 1998 – Animaniacy – Sharon
- 1997/2001 – Hej Arnold! – Brooke Lloyd / Szkolna sekretarka / Policjantka
- 1994/96 – Fantastyczna Czwórka – Niewidzialna Kobieta / Susan Storm Richards

### Gry
- 2015 – Metal Gear Solid V: The Phantom Pain – AI Pod (side op 143) (wer. angielska)
- 2010 – Metal Gear Solid: Peace Walker – The Boss AI (wer. angielska)
- 2009 – Marvel: Ultimate Alliance 2 – Prezenterka wiadomości
- 2008 – CSI: NY – Amy Yablans / Olivia Moretti / Eloise Stanwick-Lourdes
- 2006 – Family Guy – Diane Simmons
- 2005 – Area 51 – różne głosy
- 2004 – Metal Gear Solid 3: Snake Eater – The Boss / Rosemary (rozszerzone wydanie MGS3: Subsistence) (wer. angielska)